# Heimatstube Barleben

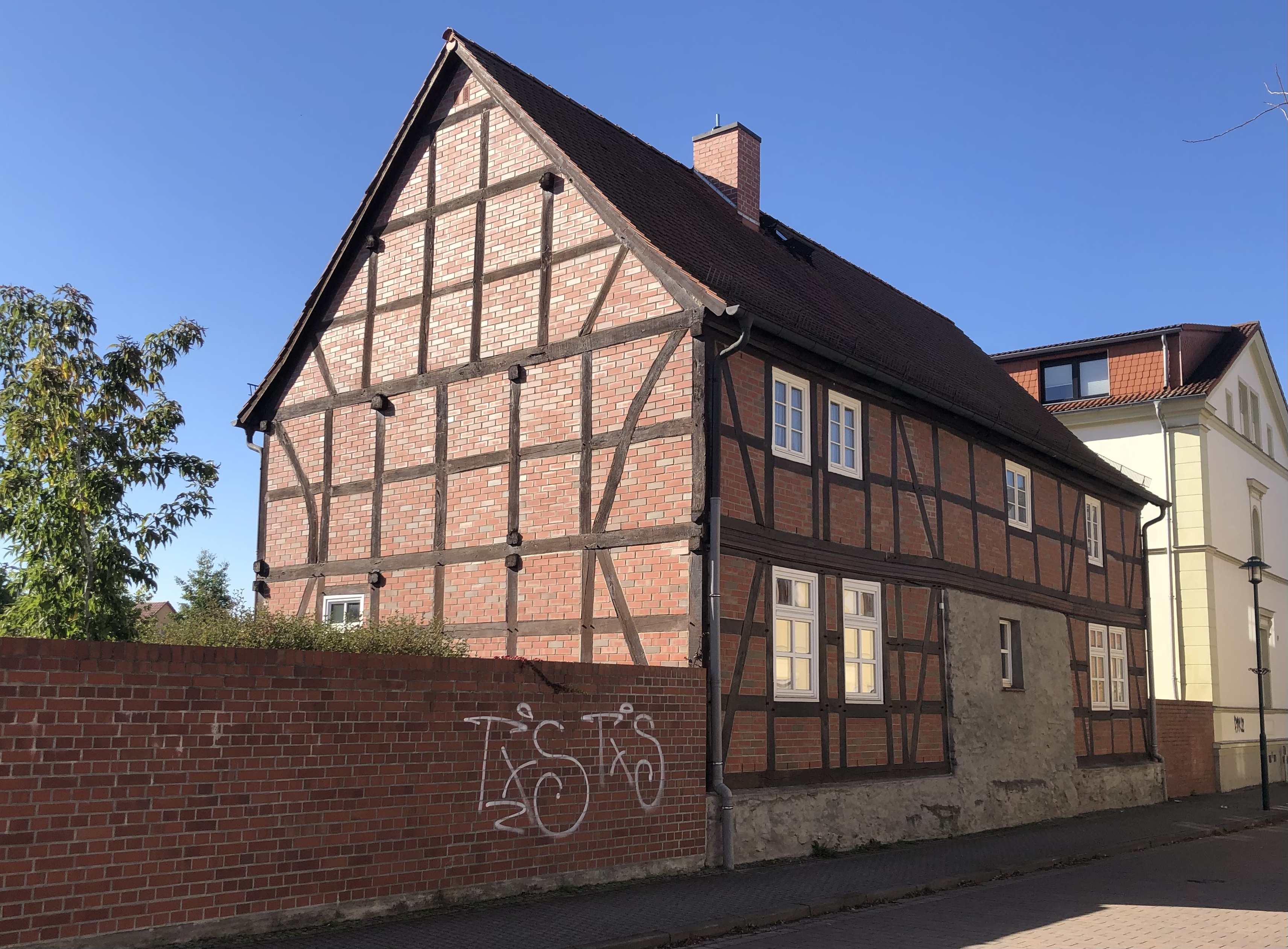
Heimatstube Barleben, 2021

Die Heimatstube Barleben ist ein Heimatmuseum in Barleben in Sachsen-Anhalt. Das Gebäude war zeitweise als denkmalgeschützt ausgewiesen.

## Lage
Die Heimatstube befindet sich hinter dem Rathaus Barleben an der Adresse Breiteweg 50. Unmittelbar nördlich des Hauses verläuft die Burgenser Straße, zu der das Gebäude traufständig ausgerichtet ist. Zeitweise bestand für das Haus die eigene Adressierung Burgenser Straße 1.

## Architektur und Geschichte
Das zweigeschossige Fachwerkhaus entstand im Jahr 1801 als Nebengebäude eines Bauernhofs. Andere Angaben sahen in dem das Straßenbild prägenden Haus ein Beispiel eines weitgehend unverändert erhaltenen Wohnhauses eines mittleren Bauern. Das schlicht gearbeitete Fachwerk verfügt über prägend gestaltete Eckstreben. Bedeckt ist der Bau von einem Satteldach. 
Während der Bodenreform ab 1945 wurde das Anwesen enteignet. Es folgte eine Nutzung als Lager für einen Chemikaliengroßhandel. Zwischen 1956 und 1995 wurde das Gebäude als Wohnhaus genutzt. Im Jahr 1999 erfolgte eine grundlegende denkmalgerechte Sanierung. 2003 wurde das Gebäude dem Barleber Heimatverein zur Verfügung gestellt, der dort die Heimatstube Barleben unterbrachte, in der Ausstellungen zu heimatgeschichtlichen Themen durchgeführt werden.
Im Jahr 2001 wurde das Gebäude noch als denkmalgeschützt geführt, war dann jedoch spätestens 2015 nicht mehr im örtlichen Denkmalverzeichnis eingetragen.